# Tibouchina dendroides
Tibouchina dendroides är en tvåhjärtbladig växtart som först beskrevs av Charles Victor Naudin, och fick sitt nu gällande namn av Cogn. Tibouchina dendroides ingår i släktet Tibouchina och familjen Melastomataceae. Inga underarter finns listade i Catalogue of Life.